# Alexander Östlund
Jan Alexander Östlund (født 2. november 1978 i Åkersberga, Sverige) er en svensk tidligere fodboldspiller (forsvarer). Han spillede 22 kampe for Sveriges landshold og var med i truppen til EM 2004 i Portugal.
Östlund spillede i hjemlandet for Stockholm-klubberne AIK, Hammarby IF og IF Brommapojkarna, samt for IFK Norrköping, ligesom han havde udlandsophold i både Portugal, Holland, Danmark og England.

## Titler
Allsvenskan
- 1998 med AIK

Svenska Cupen
- 1996 med AIK